# Semiurbanizacja

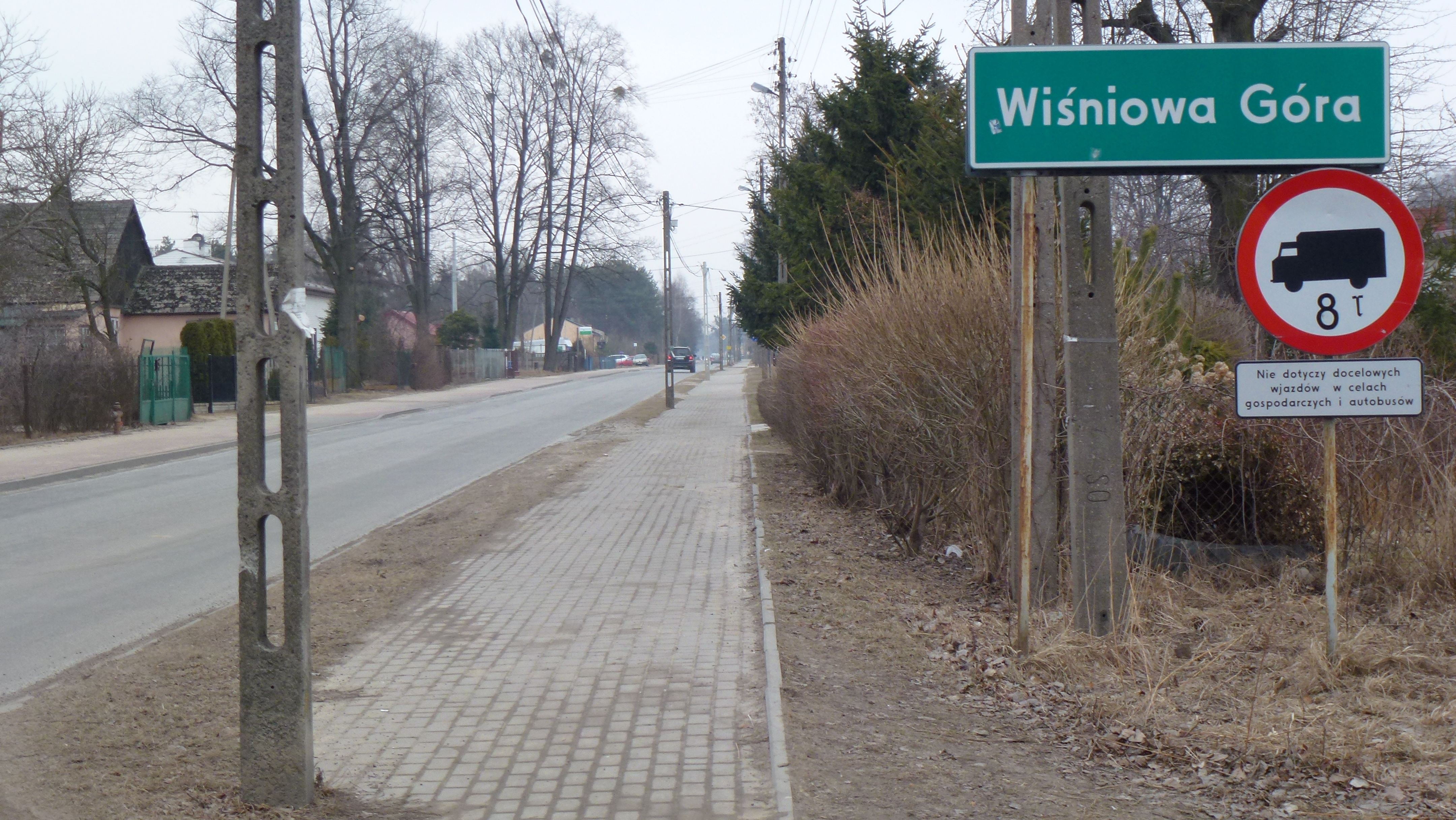
Przykład semizurbanizowanego terenu – Wiśniowa Góra

Semiurbanizacja – proces przekształcania wsi w osiedla, które nie mieszczą się w tradycyjnych kategoriach wsi rolniczej lub miasta. Czasami na określenie takiego osiedla stosuje się amerykańskie określenie rurban community (połączenie angielskich przymiotników, rural – wiejski i urban – miejski). Jest to "półwieś" i "półmiasto"; osiedle, które formalnie nadal jest wsią, ale zdecydowana większość mieszkańców nie jest zatrudniona w rolnictwie.
Proces ten zachodził i nadal zachodzi nie tylko w Polsce, ale też w wielu innych krajach. Zjawisko to jest szczególnie często obserwowane w pobliżu dużych miast.

## Historia
Termin ten został wprowadzony przez Stefana Golachowskiego w latach 60. XX wieku i odnosił się do modernizacji i urbanizacji wsi, prowadzącej nie do przekształcenia w miasto, ale w strukturę pośrednią. Pojęcie sformułowane zostało w artykule naukowym prezentującym wyniki badań nad polską wsią na Śląsku Opolskim (dawne województwo opolskie). 
Przyczyną tego zjawiska, według autora, były przede wszystkim masowe dojazdy do pracy w ośrodkach miejskich, a także powstanie dużych zakładów produkcyjnych na terenach wiejskich. Zmiany w strukturze takiej semizurbanizowanej wsi polegały przede wszystkim na wypieraniu funkcji rolniczej oraz pojawianiu się osiedli przemysłowo-mieszkaniowych położonych z dala od miast, w pobliżu nowych zakładów produkcyjnych. Proces semiurbanizacji dotyczyć miał nie tylko stosunków społeczno-gospodarczych mieszkańców (np. rozrost sektora usług), ale też morfologii osady, w tym krajobrazu.

## Opis procesu

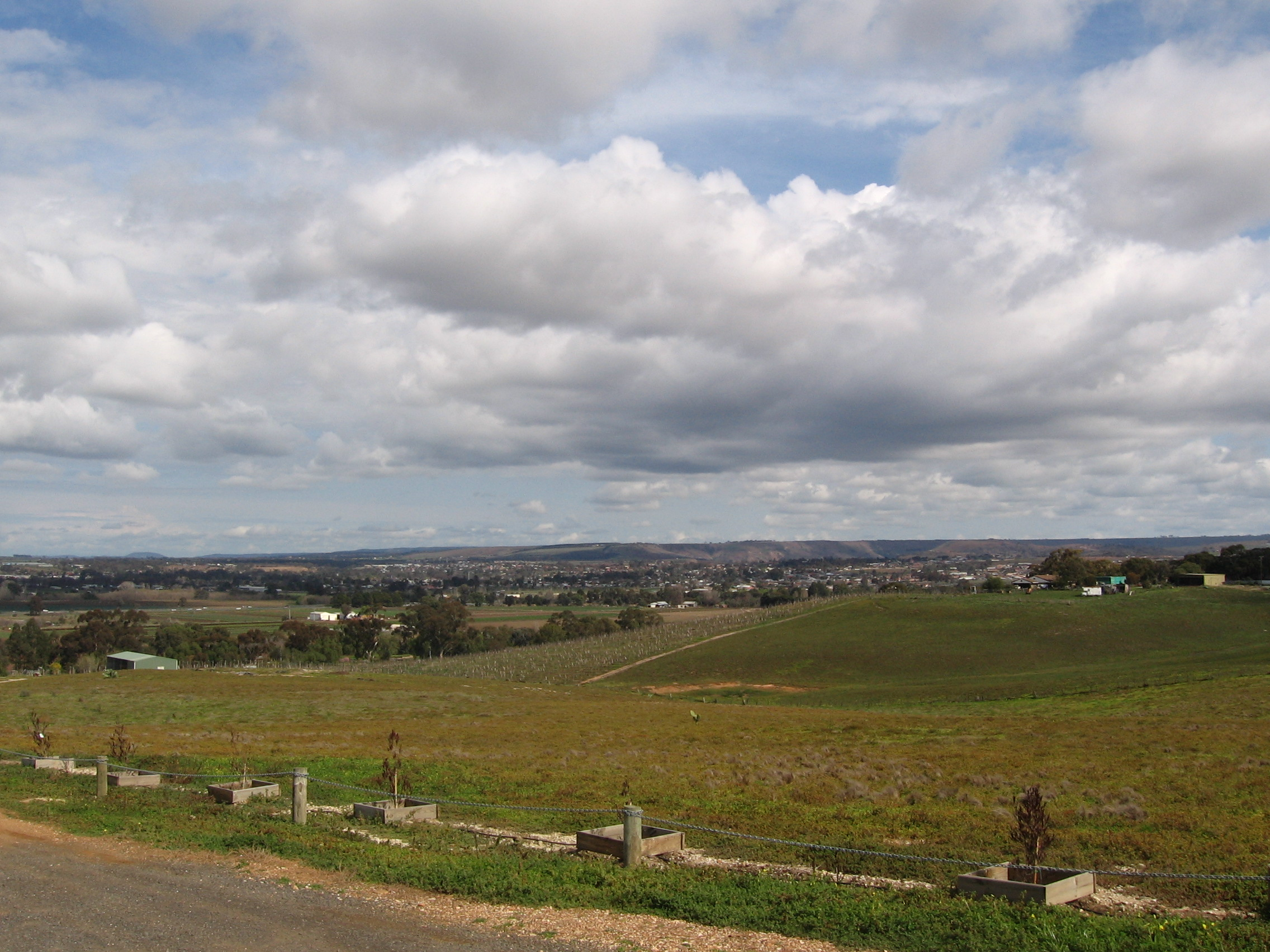
Bacchus Marsh w Australii – zespół osiedli położonych w okolicy Melbourne

Według modelu K. Mittelhäuser niektóre wsi rolnicze początkowo przekształcają się we wsi chłopskie z domieszką ludności zatrudnionej przemyśle lokalnym lub we wsie chłopskie i mieszkalne z wyjazdami do pracy. Z czasem liczba domów typowo chłopskich spada poniżej 50% ogółu, co prowadzi do kolejnych zmian, doprowadzając do odsetka ludności nierolniczej nawet powyżej 90%. Zjawisko to według tego modelu może zajść tylko w kraju, w którym zachodzą żywiołowe i intensywne procesy industrializacji oraz jest obecny nadmiar ludności rolniczej na wsi.
Kluczowym elementem w tym procesie jest przejście z osiedla wiejskiego w osiedle o charakterze mieszanym, gdyż wywołuje to efekt domina i falę kolejnych przemian. Tworzy się odrębna grupa społeczna, w której skład wchodzi ludność powiązana ze sobą na skutek wciągnięcia w wyżej zorganizowane formy życia gospodarczego. Przykładem mogą tu być grupy mężczyzn dojeżdżających wspólnie do pobliskiego zakładu produkcyjnego lub grupa sprzedawców w sklepach zlokalizowanych w centrum osiedla. W miarę postępu procesu wiele gruntów rolniczych jest przekształcanych w działki pod zabudowę mieszkalną, powstają kolejne punkty usługowe, np. sklepy, a także następuje zmiana stylu życia.
Niektóre wsie, położone szczególnie blisko miast, są czasami przez nie wchłaniane (przykładem może być miasto Łódź, które wchłonęło wiele okolicznych wiosek, w tym np. Nowosolną), co prowadzi do przejścia semiurbanizacji w urbanizację. Często nie dochodzi jednak do formalnego włączenia miejscowości do struktury organizacyjnej miasta. Niezależnie od zmian administracyjnych zmiany w miejscowościach semiurbanizujących się są trwałe i głęboko zmieniają krajobraz i strukturę miejscowości. 
Inną charakterystyczną cechą procesu jest fakt, że semiurbanizacja jednego osiedla nie zachodzi nigdy w oderwaniu od pobliskich miejscowości. Rurban communities zawsze obejmują większe obszary, zajmując kilka sąsiednich osiedli.

## Inne podobne procesy
Proces ten należy także różnicować z suburbanizacją, w której dochodzi do decentralizacji obszarów miejskich i przenoszenia się ludności na przedmieścia. Pojęcie to jest oznacza rozwój osiedli typu miejskiego, semiurbanizacja zaś dotyczy zmian w osiedlach rolniczych. Spotykane jest także określenie rurbanizacja, definiowane jako wzrost powiązań między wsią a miastem, np. poprzez wspólne miejsca pracy.